# Pakistanische Fußballnationalmannschaft der Frauen
Die pakistanische Frauenfußballnationalmannschaft ist eine Auswahlmannschaft der Pakistan Football Federation, die das Land Pakistan auf internationaler Ebene bei Frauen-Länderspielen vertritt. Die Mannschaft nahm bislang nur an der Südasienmeisterschaft und nicht an der Qualifikation für die Asienmeisterschaften respektive die Weltmeisterschaften. Kapitänin der Mannschaft ist seit dem Jahr 2014 Hajra Khan, welche seit dem Jahr 2010 schon Teil der Mannschaft ist. Letzter bekannter Cheftrainer der Mannschaft war Tariq Lutfi, ob dies derzeit jedoch noch der Fall ist, ist nicht bekannt. Höchste bekannte Niederlage war ein 0:12 bei der Südasienmeisterschaft 2010 gegen Nepal. Der höchste Sieg war ein 7:0 gegen die Malediven bei der Südasienmeisterschaft 2022.

## Geschichte
Die Mannschaft besteht seit dem Jahr 2010 und bestritt zunächst erst einmal nur Freundschaftsspiele. Im Dezember 2010 nahm das Team, in Form der Erstaustragung der Südasienmeisterschaft an ihrem ersten Wettbewerb teil. Bei dem Turnier in Bangladesch wurde das Team in die Gruppe B geloste und konnte hier nach drei Spielen mit zwei Siegen das Halbfinale erreichen. Dort traf man dann auf den späteren Gewinner Indien, gegen welchen man mit 0:8 unterlag. Bei der nächsten Austragung im Jahr 2012 in Sri Lanka, ging es erneut in Gruppe B wo es diesmal jedoch nur zu einem einzigen 3:0-Sieg über die Malediven langte. Dadurch konnte die Mannschaft nur drei Punkte sammeln und schied somit in der Vorrunde aus.
Bei der Ausgabe 2014 nahm die Mannschaft als Gastgeber teil. In der Gruppe B gelangen jedoch erneut nach einem einzigen 4:1-Sieg über Bhutan nur drei Punkte. Womit es ein weiteres Mal nicht über die Vorrunde hinaus ging. Bei der Ausgabe 2016 in Indien und der Ausgabe 2019 in Nepal nahm die Mannschaft nicht mehr teil. Bei der letzten Ausgabe waren sogar schon Spiele gegen Nepal und Bangladesch gesetzt, die Mannschaft zog kurz zuvor aber wieder zurück. Pakistan nahm wieder an der Ausgabe 2022 in Nepal teil und kam nach einem 0:8 gegen Indien und ein 0:6 sowie einem Sieg gegen die Malediven nicht über die Gruppenphase hinaus.

## Turniere

### Olympische Spiele
- 1996 bis 2020: Nicht teilgenommen
- 2024: Nicht qualifiziert
- 2028: Nicht qualifiziert

### Weltmeisterschaft
- 1991 bis 2023: Nicht teilgenommen
- 2027: Nicht qualifiziert

### Asienmeisterschaft
- 1975 bis 2022: Nicht teilgenommen
- 2026: Nicht qualifiziert

### Südasienmeisterschaft
- 2010: Halbfinale
- 2012: Gruppenphase
- 2014: Gruppenphase
- 2016 bis 2019: Nicht teilgenommen
- 2022: Gruppenphase
- 2024: Gruppenphase